# Neapolitanische Nächte - È Piccerella
Neapolitanische Nächte - È Piccerella (Originaltitel: E’ Piccerella) ist ein italienisches Stummfilm-Drama der Regisseurin Elvira Notari aus dem Jahr 1922. Der Film ist eine Adaption des gleichnamigen neapolitanischen Canzone von Salvatore Gambardella, dessen Text von Libero Bovio verfasst wurde. Der Begriff Piccerella bezeichnet im Neapolitanischen eine Frau, die sich als unerfahrenes und naives Mädchen präsentiert, tatsächlich aber berechnend und gerissen ist.

## Handlung
Die schöne Margaretella stammt aus ärmlichen Verhältnissen, fühlt sich aber von Reichtum und Luxus angezogen. Sie lässt sich von ihren Verehrern beschenken und bemüht sich, mit Hilfe teurer Kleider und Schmuck den Zugang zu höheren Schichten der Gesellschaft zu erlangen. Auch Tore, der in ärmlichen Verhältnissen lebt, gerät in ihren Bann. Er macht ihr immer teurere Geschenke, die seine Verhältnisse weit übersteigen. Um Margaretellas Wünschen nachzukommen stiehlt er die Ersparnisse der Familie, einschließlich der Miete für die Schuhputzmaschine, mit denen sein Bruder Gennariello arbeitet.
Trotz der vielen Zuwendungen Tores geht Margaretella mit einem anderen Verehrer auf die Festa del Carmine, einem dem bedeutendsten Feste Neapels. Rasend vor Eifersucht greift Tore sie an. Margaretella lockt ihn zu sich nach Hause, um ihm dort mit Carluccio eine Falle zu stellen. Genariello, der Tore gefolgt war, um ihn zu seiner sterbenden Mutter zu rufen, rettet ihn vor dem Überfall. Am Sterbebett seiner Mutter bereut Tore seinen Diebstahl.
Ein Jahr zieht dahin. In Neapel findet die Festa di Montevergine statt, ein anderes großes Fest. Tore begegnet Margaretella und ersticht sie. Doch auch im Gefängnis wird Tore im Wahn von ihrem Gesicht verfolgt.

## Hintergrund
E’ Piccerella wurde von der Gesellschaft Dora Film des Ehepaars Notari produziert und auf vier Rollen vertrieben. Der Film kam im Dezember 1922 in die italienischen Kinos. Eine restaurierte Fassung wurde erstmals am 27. November 2018 von dem deutsch-französischen Fernsehsender Arte unter dem Titel Neapolitanische Nächte - È Piccerella ausgestrahlt.
Das neapolitanische Stummfilmkino wurde maßgeblich von den Notaris und der Dora Film bestimmt. Ein Kennzeichen der Filme ist die enge Bindung an die volkstümliche neapolitanische Musik, die vielfach die Motive lieferte. Typisch für die Filme der Notaris ist die Begleitung durch neapolitanische Sänger, die die Filmvorführungen begleiteten. Dabei mussten sie sich keineswegs an einen Rhythmus des Films anpassen, da dieser bereits während der Aufnahmen der Musik angepasst wurde. Auch E’ Piccerella ist eine Adaption des gleichnamigen neapolitanischen Canzone von Salvatore Gambardella, dessen Text von Libero Bovio verfasst wurde. Der Sieger des Gesangswettbewerbs auf der Festa di Piedigrotta im September 1922 errang den Sieg mit diesem Lied. E’ Piccerella ist bis heute ein populärer Vertreter der neapolitanischen Volksmusik.
In den 1920er Jahren wurde Neapel zum Schauplatz einer umfangreichen Produktion von Filmen, deren Handlung in den von Armut, Alkoholismus und Kriminalität geprägten Vierteln der Stadt angesiedelt war. Zu diesen Filmen gehört auch E’ Piccerella. In den Kinos italienischer Einwanderer in den Großstädten der Welt konkurrierten diese neapolitanischen Filme mit älteren Produktionen wie Sperduti nel buio von Nino Martoglio aus dem Jahr 1914 und Assunta Spina von Francesca Bertini und Gustavo Serena aus dem folgenden Jahr. Auch sie spielen in Neapel, sie sind mit beliebten süditalienischen Schauspielern besetzt, aber sie wurden von römischen Filmgesellschaften produziert.
Elvira Notaris Kino war das Kino der Armen, einschließlich der armen italienischen Einwanderer in New York City und anderen Großstädten. In ihren Spielfilmen vermischte Notari immer wieder Dokumentaraufnahmen mit Spielszenen. Auch in E’ Piccerella nutzte sie, beginnend mit der Eingangssequenz, eine Reihe von Aufnahmen neapolitanischer Stadtansichten, Straßenszenen und traditioneller Feste. Dabei werden die dokumentarischen Anteile in den Handlungsablauf eingebunden, zum Beispiel signalisiert eine Pferdekutsche einen Ortswechsel, und ein offener Raum wie ein Platz kann einerseits für die Freiheit stehen, und andererseits für die Verlorenheit im Raum. Die Aufnahmen der Feste dienen auch zur Ansprache des Filmpublikums, das fast ausschließlich aus Neapolitanern in der Heimat oder neapolitanischen Auswanderern bestand.
Notaris Produktionen wurden häufig von der faschistischen Zensur verboten, da sie nicht das von der Regierung gewünschte Bild der italienischen Gesellschaft zeichneten. Das trug dazu bei, dass fast alle der mehr als 60 Spielfilme und mehr als 100 Dokumentationen Notaris verschollen sind. Erhalten sind nur drei, ’E scugnizze oder Mandolinata a mare von 1917, ’A Santanotte und E’ Piccerella, beide aus dem Jahr 1922. Andere Quellen nennen statt ’E scugnizze den Film Fantasia ’e surdate aus dem Jahr 1925. Hinzu kommen eine unvollständige Kopie von L’Italia s’è desta (1927) und ein undatierter Zusammenschnitt von Teilen verschiedener Filme mit dem Titel Canzone filmata, der sich in der Cineteca di Bologna befindet.

## Kritik
Der katholische Filmdienst nannte Neapolitanische Nächte - È Piccerella in einer Kurzbeschreibung der Fernsehfassung ein Werk, das „im starken Einsatz von Pathos dem Geschmack der Zeit entspricht, durch Originalschauplätze und Laiendarsteller aber auch realistischere Elemente enthält“. Der Film sei im experimentellen Einsatz der Mittel reizvoll und greife „in der Musik der rekonstruierten Fassung traditionelle Themen wie auch Schallplattenaufnahmen aus den 1910er- und 1920er-Jahren auf“.